# Sjögårdssjön, Halland
Sjögårdssjön är en sjö i Hylte kommun i Halland och ingår i Nissans huvudavrinningsområde. Sjön är 6,3 meter djup, har en yta på 0,0722 kvadratkilometer och befinner sig 82 meter över havet. Vid provfiske har abborre, braxen och mört fångats i sjön.

## Delavrinningsområde
Sjögårdssjön ingår i det delavrinningsområde (632039-133481) som SMHI kallar för Mynnar i Nissans vattendragsyta. Medelhöjden är 109 meter över havet och ytan är 23,67 kvadratkilometer. Räknas de 44 avrinningsområdena uppströms in blir den ackumulerade arean 512,13 kvadratkilometer. Kilan (Västerån) som avvattnar avrinningsområdet har biflödesordning 2, vilket innebär att vattnet flödar genom totalt 2 vattendrag innan det når havet efter 44 kilometer. Avrinningsområdet består mestadels av skog (68 %) och jordbruk (11 %). Avrinningsområdet har 0,17 kvadratkilometer vattenytor vilket ger det en sjöprocent på 0,7 %. Bebyggelsen i området täcker en yta av 0,61 kvadratkilometer eller 3 % av avrinningsområdet.